# ولیکیی برزنیی
ولیکیی برزنیی (به لاتین: Velykyi Bereznyi) یک زیستگاه انسانی در اوکراین است که در استان زاکارپیتا واقع شده‌است.

## خصوصیات
ولیکیی برزنیی ۲۰۷ متر بالاتر از سطح دریا واقع شده‌است.

## نگارخانه

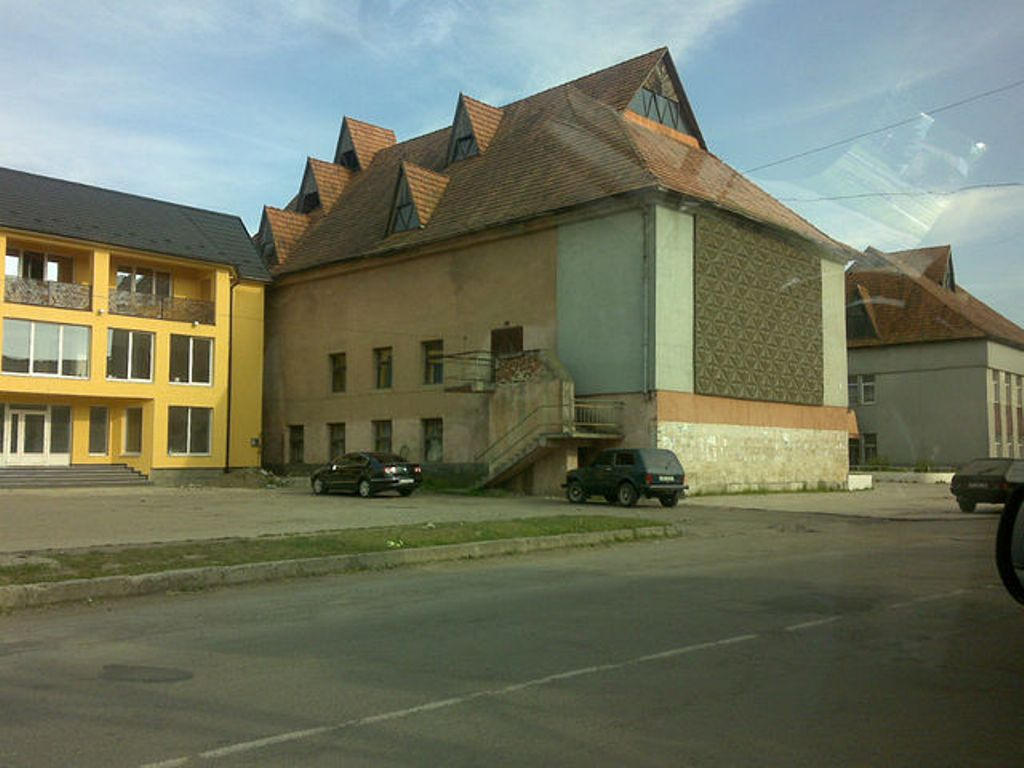
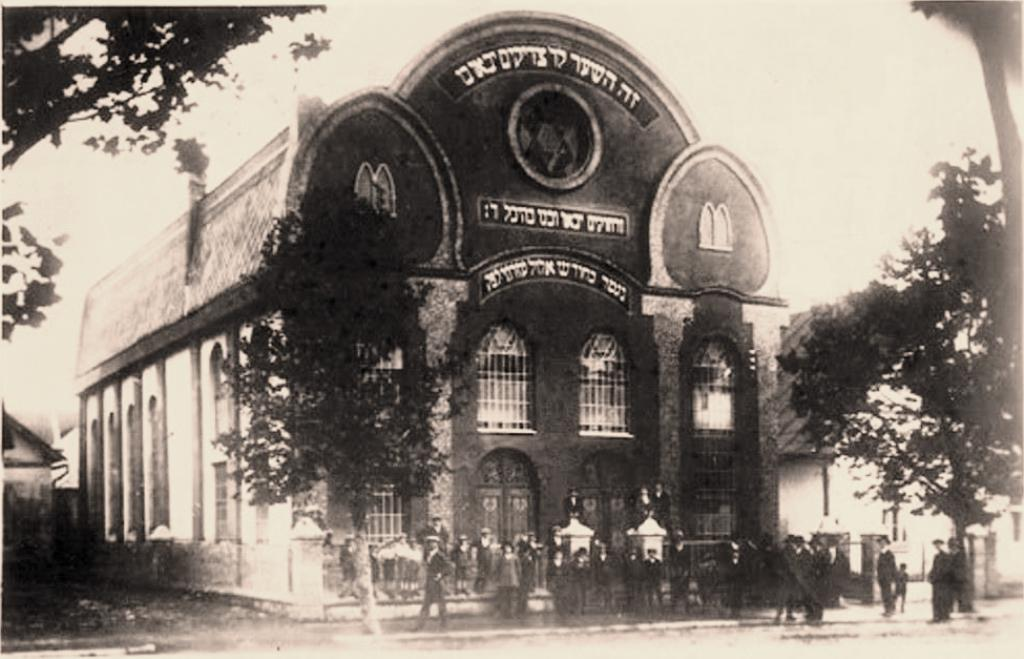
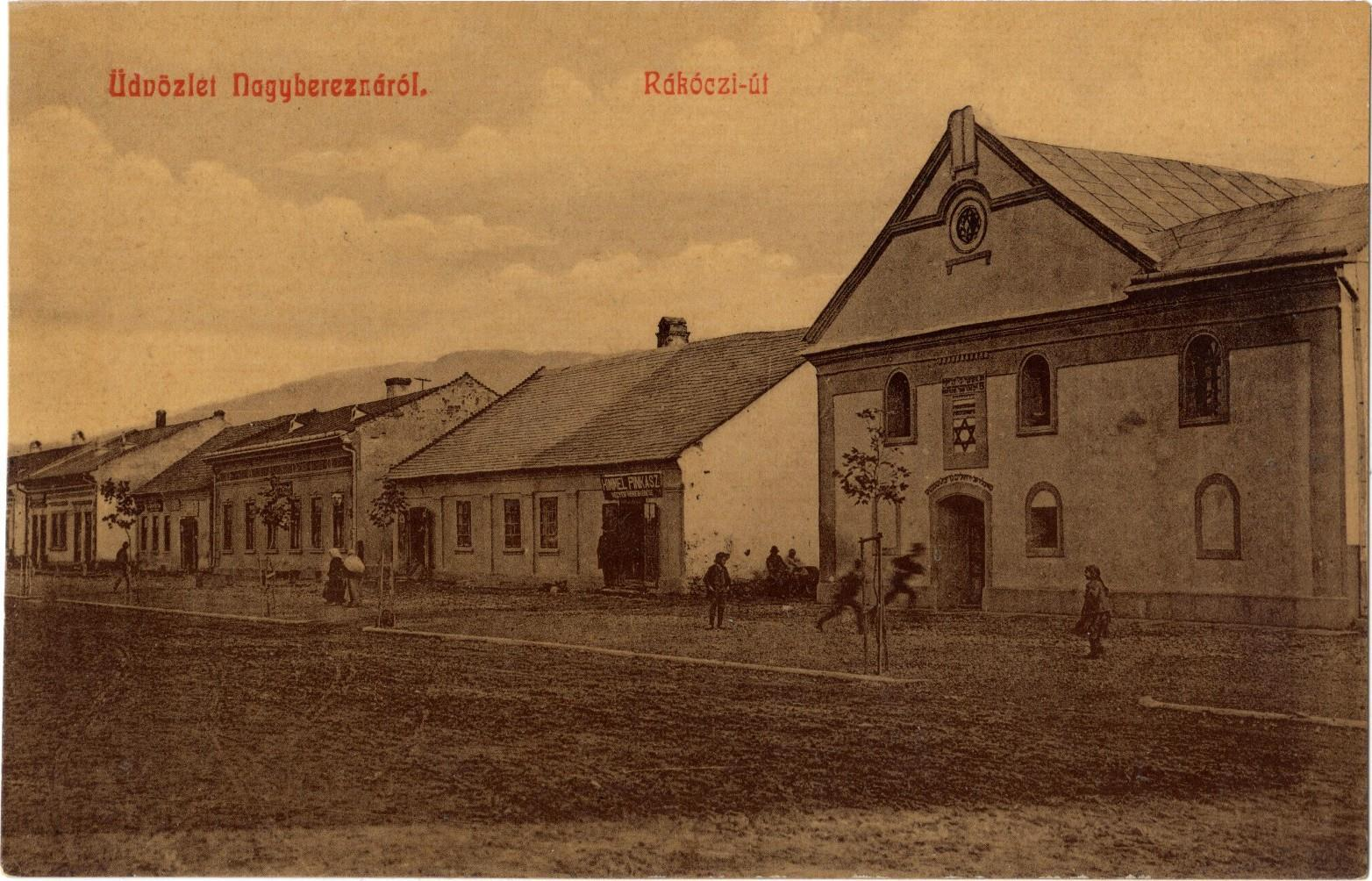